# Хуслер, Фредерик
Фредерик Хуслер (нем. Frederick Husler; 1889, штат Юта — 1969, Швейцария) — немецкий вокальный педагог.

## Биография
Сын швейцарца и немки. Когда Фредерику было 8 лет, отец умер, и мать с детьми вернулась в Европу.
Хуслер вырос в Мюнхене и выбрал для себя карьеру вокалиста, хотя природные голосовые данные к этому не предрасполагали.
Тем не менее он достиг определённых успехов и в 1914 году пел под руководством Бруно Вальтера.
Однако основная карьера Хуслера была педагогической: уже на исходе 1910-х годов он был исключительно востребован в Мюнхене как вокальный педагог, а в 1922 году перебрался в Берлин, где возглавил вокальное отделение Консерватории Штерна и, по договорённости с дирижёром Отто Клемперером, получил под своё руководство весь состав вокалистов Кроль-оперы, среди которых были, в частности, Ярмила Новотна, Кете Хайдерсбах, Изо Голянд, — позднее Хуслер тепло вспоминал установившуюся в коллективе атмосферу подлинной артистической состязательности, свободной от ревности и эгоизма.
В 1946 году был одним из основателей Музыкальной академии Северо-Западной Германии в Детмольде, где преподавал до 1961 года. Последние годы провёл в Швейцарии, ведя занятия в собственной небольшой вокальной школе.